# Haplogruppe U
Die Haplogruppe U ist in der Humangenetik eine Haplogruppe der Mitochondrien (mtDNA).
Sie repräsentiert eine Gruppe von Menschen, die von einer Frau der Haplogruppe R (mtDNA) aus einem Zweig des geographischen Stammbaumes abstammen. Diese Frau lebte vor etwa 55.000 Jahren. Ihre Nachkommen brachten verschiedene Subgruppen hervor, von denen einige heute in sehr unterschiedlichen geografischen Heimatländern leben. Das hohe Alter hat dazu geführt, dass eine breite Verteilung dieser Subgruppen stattgefunden hat und über Zufluchtsorte in Europa, Nordafrika, Indien, Arabien, Nordkaukasus und in den Nahen Osten führte.
Die mtDNA-Haplogruppe U lässt sich in weitere Subgruppen untergliedern. Darunter die in Europa weit verbreitete mtDNA-Haplogruppe U5.
In seinem populären Buch Die sieben Töchter Evas gibt Bryan Sykes der Urmutter dieser mtDNA-Haplogruppe U5 den Namen Ursula.

## Stammbaum
Dieser phylogenetische Stammbaum der Subgruppen von Haplogruppe U basiert auf einer Veröffentlichung von Mannis van Oven und Manfred Kayser und anschließender wissenschaftlicher Forschung.

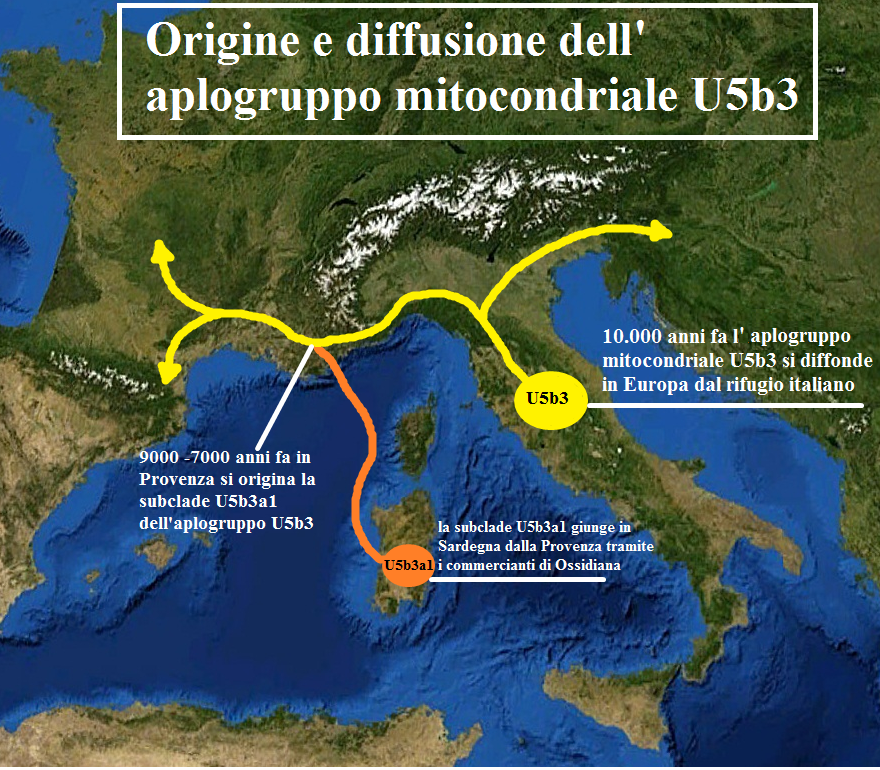
Ursprung und Verbreitung des Haplotypus mtDNA Hg U5b3

- U
  - U1
    - U1a'c
      - U1a
        - U1a1
        - U1a2
        - U1a3

      - U1c

    - U1b

  - U5
    - U5a
      - U5a1
        - U5a1a
          - U5a1a1

        - U5a1b
          - U5a1b1
            - U5a1b1a

      - U5a2
        - U5a2a
        - U5a2b
        - U5a2c
        - U5a2d

    - U5b
      - U5b1
        - U5b1b
          - U5b1b1
            - U5ab1b1a
              - U5ab1b1a1

            - U5b1b1b

          - U5b1b2

        - U5b1c
        - U5b1d
        - U5b1e

      - U5b2
        - U5b2a
          - U5b2a1
            - U5b2a1a

        - U5b2a2
          -             - U5b2a2a

        - U5b2b
        - U5b2c

      - U5b3 Ursprung und Verbreitung des Haplotypus mtDNA Hg U5b3
        - U5b3a

  - U6
    - U6a'b'd
      - U6a
        - U6a1
          - U6a1a
          - U6a1b

        - U6a2
          - U6a2a

        - U6a3
        - U6a4
        - U6a5
        - U6a6
        - U6a7
          - U6a7a
            - U6a7a1

          - U6a7b

      - U6b
        - U6b1

      - U6d
        - U6d1

      - U6c

    - U2'3'4'7'8
      - U2
        - U2a
        - U2b
          - U2b1
          - U2b2

        - U2c
          - U2c1

        - U2d
        - U2e
          - U2e1
            - U2e1a
              - U2e1a1

          - U2e2

      - U3
        - U3a
          - U3a1
          - U3a2

        - U3b
          - U3b1
            - U3b1a

          - U3b2

      - U4'9
        - U4
          - U4a
            - U4a1
              - U4a1a
              - U4a1b
              - U4a1c

            - U4a2
              - U4a2a
                - U4a2a1

              - U4a2b
              - U4a2c
                - U4a2c1

            - U4a3

          - U4b
            - U4b1
              - U4b1a
                - U4b1a1
                - U4b1a2
                - U4b1a3
                  - U4b1a3a

              - U4b1b

            - U4b2

          - U4c
            - U4c1

          - U4d
            - U4d1
            - U4d2

        - U9
          - U9a
          - U9b

      - U7
        - U7a

      - U8
        - U8a
          - U8a1
            - U8a1a

        - U8b'K
          - U8b
          - Haplogruppe_K_(mtDNA)